# Grupo Desportivo Varanda
O Grupo Desportivo de Varanda  é um clube de futebol da cidade da Praia na ilha Santiago de Cabo Verde.  O clube joga na Segunda Divisão de Campeonato regional de Santiago Sul, desde 2017.

## História
Varanda foi fundado em 1985[carece de fontes?] e comemorou 25 anos de existência em 2010. O time de futebol Varanda sempre esteve  na primeira e segunda divisão desde o início de século XXI.  Na temporada de 2013-14, Varanda ficou na 9a posição e jogou em dois jogos promocionais e venceu Ribeira Grande em dois jogos em 26 e 30 de julho.  O reformado de Primeira Divisão com mais dois clubes e continuar de apresentação em divisão e finido 11a, o novo formato de rebaixamento, Varanda sofreu rebaixamento na Segunda Divisão na próxima temporada. Varanda finido vice-campeão de Segunda Divisão em 2017, o clube saiu da competição por problemas financeiros e materiais e qualificado replaçamentado de Tira Chapéu.  Recentamente Varanda não está participando em Segunda Divisão regional

## Logo e uniforme
As cores do logo, e equipamento principal são o vermelho e branco.

## Estádio

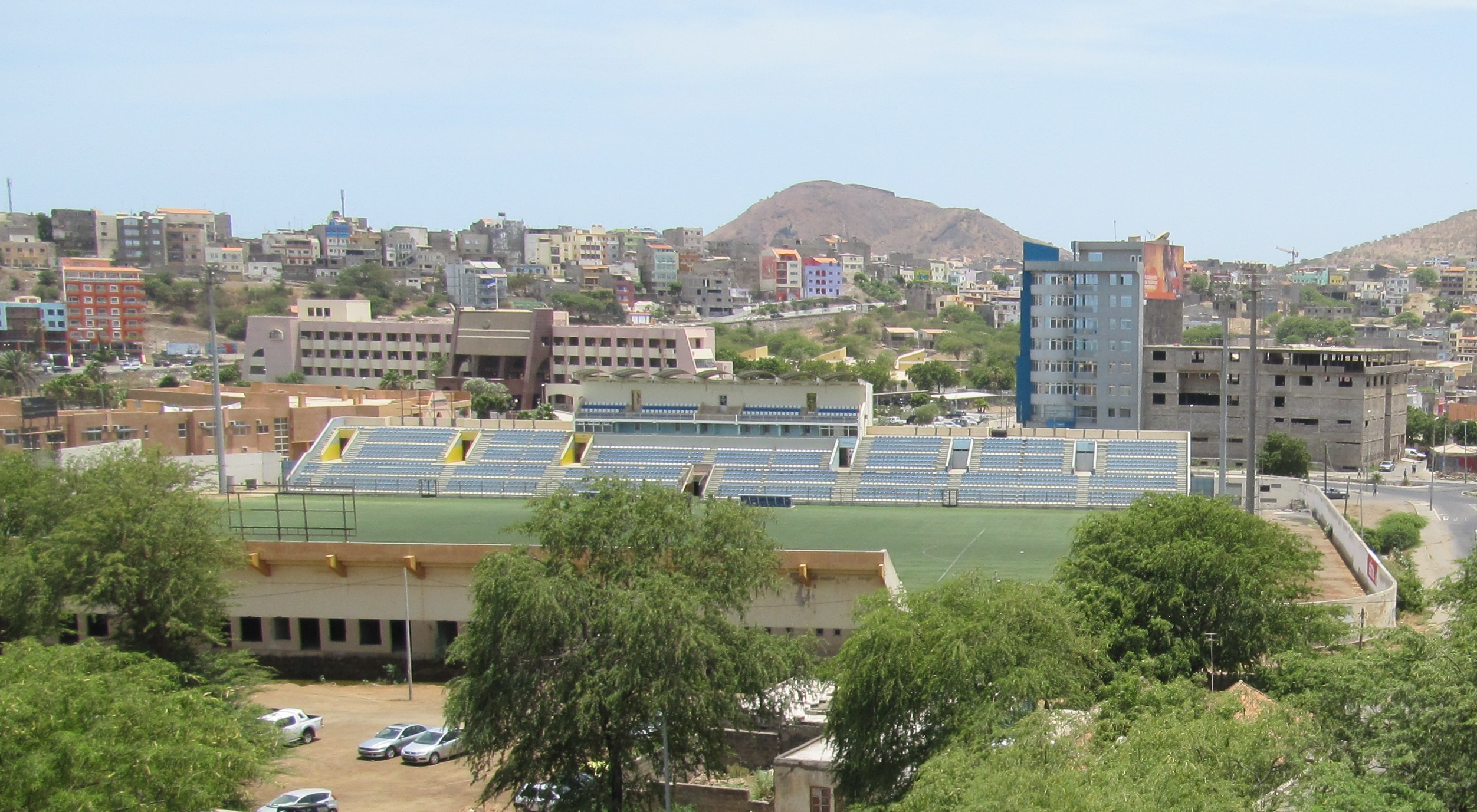
Estádio da Várzea, o casa de campo de Varanda

Os jogos, em casa, são disputados no Estádio da Várzea.  Outros clubes populares também jogam neste estádio, incluindo: Sporting Clube da Praia, Boavista FC, CD Travadores, Académica da Praia, Vitória e Desportivo.
O clube treina neste estádio e na Calabaceira.

## Futebol

#### Regionais
| Temporada | Div | Pos | Pts    | J  | V  | E | D  | G.M. | G.S. | Diff. |
| 2013-14   | 2   | 9   | 15 pts | 18 | 5  | 0 | 13 | 22   | 37   | -15   |
| 2014-15   | 2   | 9   | 14 pts | 18 | 3  | 6 | 9  | 11   | 19   | -8    |
| 2015-16   | 2   | 11  | 16 pts | 22 | 4  | 4 | 14 | 12   | 34   | -2    |
| 2016-17   | 2   | 2   | 33 pts | 22 | 10 | 3 | 4  | 29   | 20   | +9    |